# Inondations de juillet 2021 en Belgique
 (août 2024).
Les inondations de 2021 en Belgique font partie d'une série d'inondations qui affectent l'Europe de l'ouest depuis le 13 juillet. En Belgique, les provinces de Hainaut, de Namur, de Liège, de Luxembourg, du Brabant wallon, de Limbourg et la Région de Bruxelles-Capitale sont touchées. En plus d’importants dégâts matériels, 39 victimes ont perdu la vie au cours de ces inondations.
Deux semaines après cette catastrophe naturelle, la plus meurtrière de l'histoire du pays, le Gouvernement wallon reconnaît les inondations des 14, 15 et 16 juillet comme calamité naturelle publique dans 209 communes.

## Déroulement des faits
D'importantes chutes de pluie, consécutives au blocage d'une goutte froide sur l'Europe occidentale, arrosent la Belgique depuis la deuxième semaine de juillet 2021. Ces précipitations s'intensifient le mardi 13 juillet provoquant des débordements de ruisseaux et nécessitant de nombreuses interventions des pompiers principalement sur le sud du pays, notamment dans le Brabant wallon, la région de Charleroi et les provinces de Namur et de Liège.
La nuit du 13 au 14 juillet, la province de Liège est particulièrement touchée : le centre de Spa et celui de Theux sont sous eau ; à Méry, sur la commune d'Esneux, le Ry de Gobry transformé en torrent soulève le tarmac de la route et emporte des véhicules, ; les autres provinces wallonnes ne sont pas épargnées.
Au fil de la journée du 14 juillet, la situation s'aggrave fortement dans la province de Liège : Jalhay, Ferrières, Raeren, Trooz, Chaudfontaine, Chênée, Angleur et Esneux sont également affectés et plusieurs routes nationales sont coupées,.
Le jeudi 15 juillet, la Vesdre, l'Ourthe et la Meuse sortent de leur lit et inondent une bonne partie des communes qu'elles traversent.

## Gestion de crise
Le 15 juillet 2021, le Ministre-président du gouvernement wallon, Elio Di Rupo a déclenché le plan d'urgence financière afin de venir en aide aux populations sinistrées.  Cet argent servira à aider les communes touchées afin qu'elles puissent financer les interventions urgentes telle que le nettoyage, ainsi que le déblaiement. Le ministre fédéral des classes moyennes, David Clarinval, a également annulé le versement des cotisations sociales pour les indépendants touchés par les inondations. La Ministre de l'intérieur Annelies Verlinden a quant à elle déclenché la phase fédérale d'urgence face aux inondations.
Le roi Philippe et la reine Mathilde se sont rendus à Chaudfontaine et Pepinster, communes les plus touchées par les inondations, afin d’apporter leur soutien à la population locale.
Le 16 juillet 2021, le ministre-président wallon Elio Di Rupo a affirmé que les sinistrés recevront des prêts à taux zéro d'un montant de 2 500 € pour les particuliers et 50 000 € pour les indépendants. La SNCB a décidé de donner un accès libre et donc gratuit à plusieurs de ses gares jusqu'à la fin des perturbations. La Loterie nationale a décidé de débloquer 1 000 000 € pour apporter une aide d'urgence, cet argent sera transféré à la Croix-Rouge.

### Province de Liège

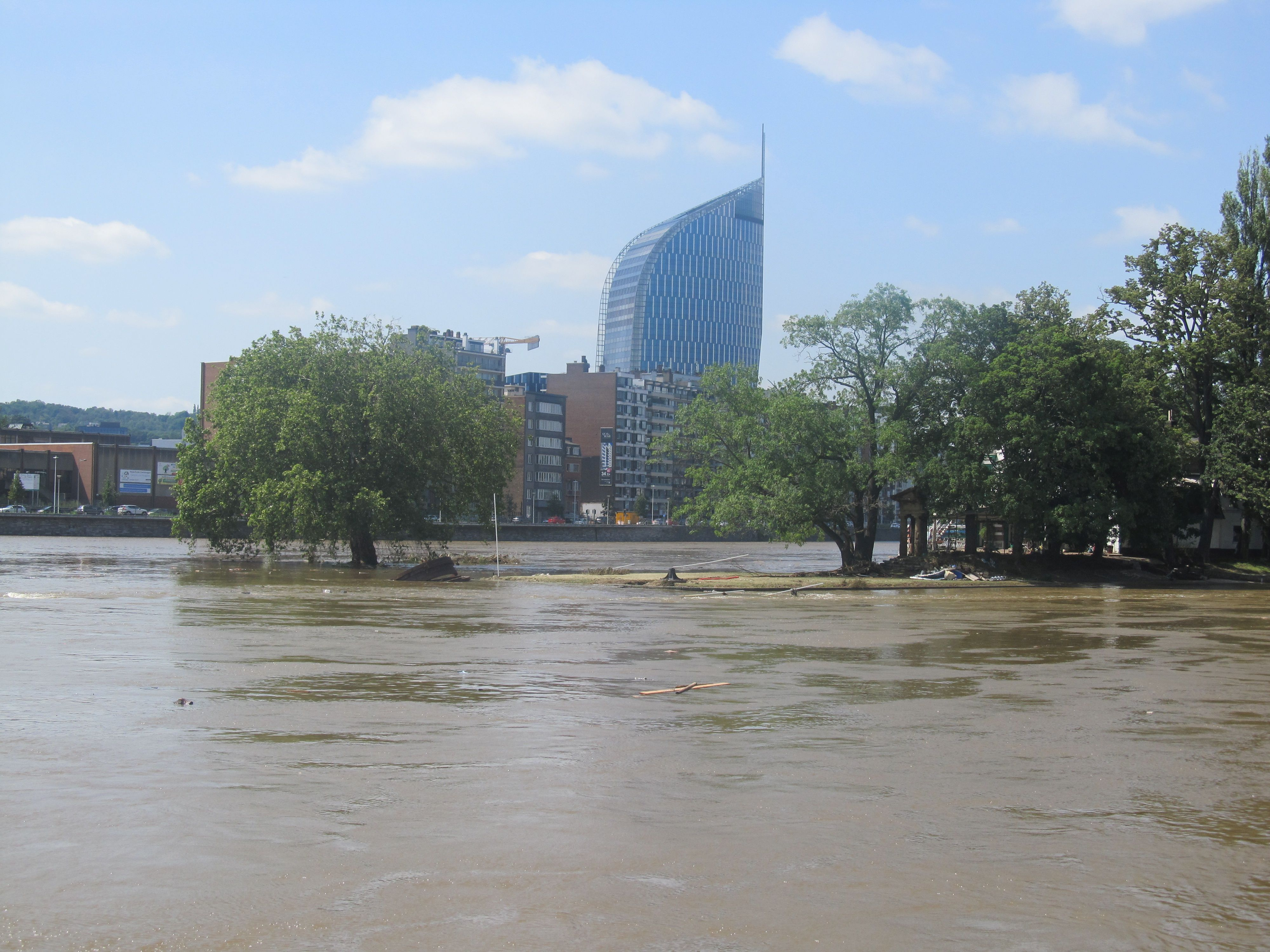
La ville de Liège ne fut pas épargnée par les crues de la Meuse et de l'Ourthe.

Le 14 juillet 2021, le gouverneur de la province de Liège a ordonné l’évacuation de onze rues de la ville de Limbourg avant 17 h.
Le 15 juillet 2021, les autorités de la ville de Liège ont demandé à tous les habitants se trouvant proches ou aux abords de la Meuse et de l’Ourthe d’évacuer leurs habitations et de se rendre en sécurité. La Police liégeoise y a circulé afin d’aider les gens à évacuer. Par ailleurs, les commerçants ont été invités à fermer leurs commerces et à laisser leurs employés rentrer chez eux en toute sécurité. Durant la nuit de mercredi à jeudi, un équipage de 8 pompiers d’Anvers est parti porter assistance à la province de Liège. Parmi eux, cinq plongeurs avec bateaux ainsi que des équipements de sauvetage permettront d’aider l’armée à évacuer les sinistrés de leurs habitations ou de localiser les personnes portées disparues.La France a également envoyé 40 sapeurs-sauveteurs de la sécurité civile. Un convoi de 103 pompiers et 26 bateaux autrichiens ont été envoyés en renfort pour sécuriser les sinistrés liégeois. Un couvre-feu a été décrété par la bourgmestre de Verviers, Muriel Targnon, pour la nuit du 14 au 15 juillet ainsi que celle du 15 au 16 juillet, de 21 h à 6 h, afin d'éviter les pillages dont la ville était victime.
Le 16 juillet 2021, à Comblain-la-Tour, 65 enfants et animateurs polonais ont dû être évacués, ils étaient retranchés depuis plus de deux jours.
L'Agence fédérale du contrôle nucléaire rassure la population en déclarant que « Le risque d'inondation autour de la centrale nucléaire de Tihange reste sous contrôle et il n'y a pas de danger immédiat ».

### Province de Namur

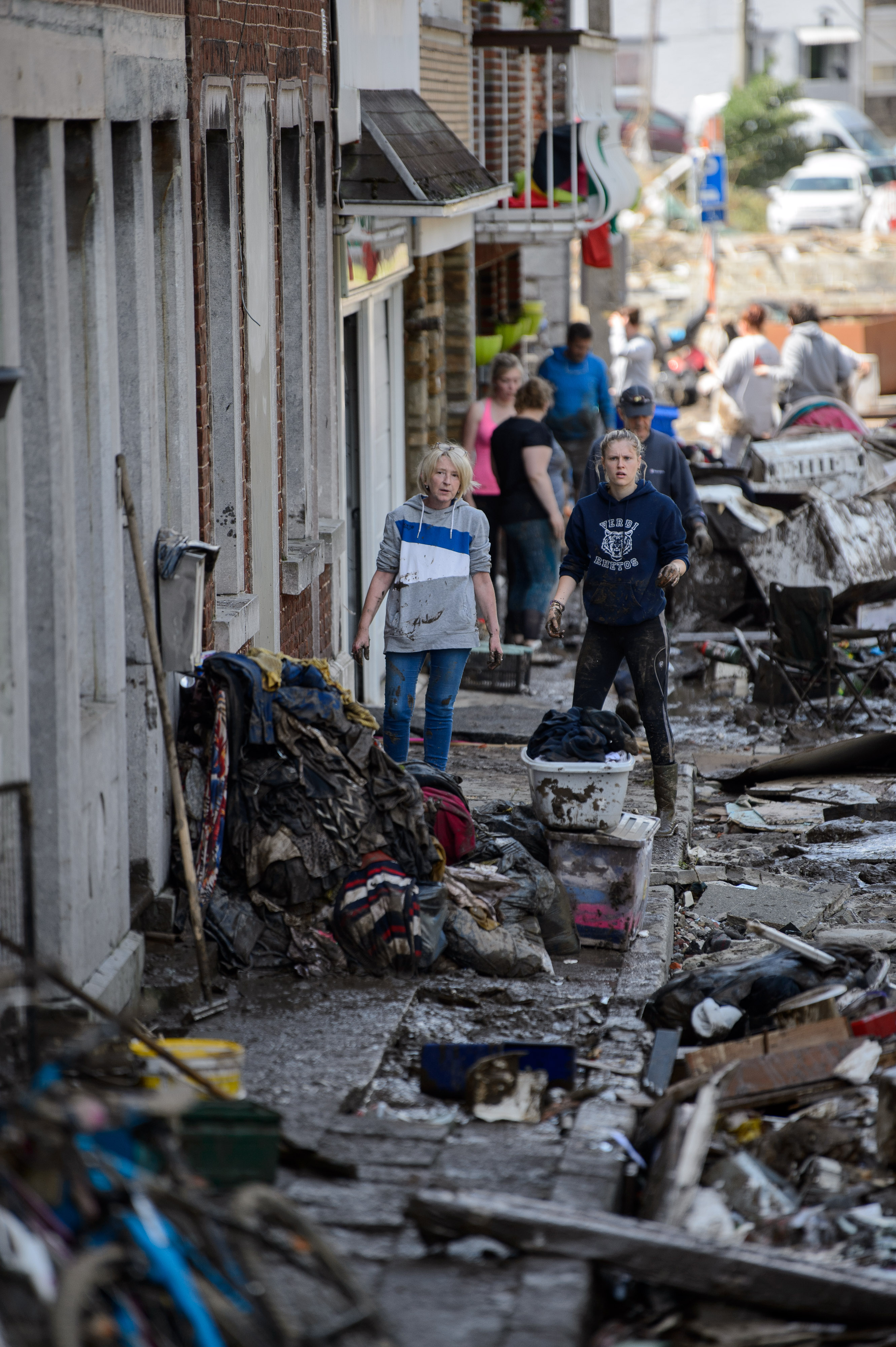
De nombreuses voiries furent jonchées de débris durant les opérations de nettoyage, comme ici à Jemelle.

Le 15 juillet 2021, le gouverneur de la province de Namur a demandé à la population de rester chez elle et à l’étage si possible. À la suite des inondations dans la ville de Namur, 70 camps de jeunesse ont dû être évacués. À la suite des inondations dans la ville de Walcourt, les pompiers ont ordonné l'évacuation immédiate, les sinistrés ont été envoyés dans un local communal afin d'y être en sécurité.
Le 24 juillet, la province de Namur est de nouveau affectée par de violentes précipitations qui provoquent des inondations dans les communes de Dinant, Philippeville, Walcourt, Mettet et Florennes.

### Province de Luxembourg
Le 15 juillet 2021, le Bourgmestre de la commune de Hotton a ordonné l’évacuation de la population. Celle-ci a été envoyée dans les bâtiments de l’école communale, transformée en centre de crise et d’accueil. Le gouverneur de la province de Luxembourg a demandé à la population de rester chez elle et de ne surtout pas sortir si cela n’est pas nécessaire.
Une adolescente âgée de 15 ans est portée disparue, tombée dans l'Ourthe. Après plusieurs jours de recherches vaines par la Police fédérale, un corps retrouvé à Hampteau par un agriculteur est finalement identifié le 20 juillet comme le sien.

### Province du Brabant Wallon
Le 15 juillet 2021, le commissaire d’arrondissement de la province du Brabant wallon, Christophe Baes, a déclenché la phase du plan d’urgence vers 10 h 55. Le parc d’attractions Walibi Belgium situé dans la ville de Wavre fut contraint de fermer ses portes. Le communiqué du parc a déclaré : «  Nous souhaitons beaucoup de courage à celles et à ceux qui subissent aussi, comme Walibi, les conséquences de ces chutes de pluie  ». Le bourgmestre de la commune de Court-Saint-Étienne a ordonné l’évacuation de 50 habitants, ceux-ci ont été envoyés dans le club de football local. Le centre de vaccination covid-19 a dû être fermé.

### Province de Hainaut
14 juillet 2021, à Forge-Philippe, un camp scout a été inondé, 80 enfants ont dû être évacués.
15 juillet 2021, le centre de délassement de la ville de Charleroi a été inondé et a dû être fermé. Sa réouverture pourrait prendre jusqu'à deux semaines. Des inondations ont également eux lieu dans les communes et localités d'Aiseau-Presles, Acoz, Bouffioulx, Châtelet, Ham-sur-Heure, Marbaix-la-Tour, Braine-le-Comte, Couillet et à Maurage. À Châtelet, une maison de retraite a dû être évacuée.

### Province de Limbourg
15 juillet 2021, le bourgmestre de Lanaken, Marino Keulen a ordonné l'évacuation obligatoire de tous les habitants de Smeermaas et Herbricht.

### Région de Bruxelles-Capitale
15 juillet 2021, plusieurs tunnels de la ville de Bruxelles ont été fermés à la suite des inondations survenues dans la capitale.

## Dommages
Selon l'ONG Christian Aid, les inondations de juillet 2021 en Europe constituent la deuxième catastrophe naturelle la plus coûteuse de l'année 2021. Les dégâts assurés représenteraient près de 43 milliards de dollars de pertes. D'après Kat Kramer la responsable climat de l'association et l'auteure de l'article, « Les coûts du changement climatique ont été élevés cette année ».

### Dommages aux personnes
Le bilan final s'élève à 39 décès ; la dernière victime est retrouvée au bord de l'Ourthe à Angleur plus de trois mois après sa disparition à Esneux,. Six personnes ont perdu la vie à Verviers. Un sexagénaire s'est noyé dans sa cave à Aywaille, deux autres personnes à Eupen. Une personne a péri lors de l'effondrement d'un pont et d'une dizaine de maisons à Pepinster. Une personne est décédée à Philippeville alors qu’elle tentait de retirer des branches qui obstruaient une canalisation. Cinq personnes ont perdu la vie à Chaudfontaine, deux autres à Trooz, une à Angleur,.

### Dommages aux biens

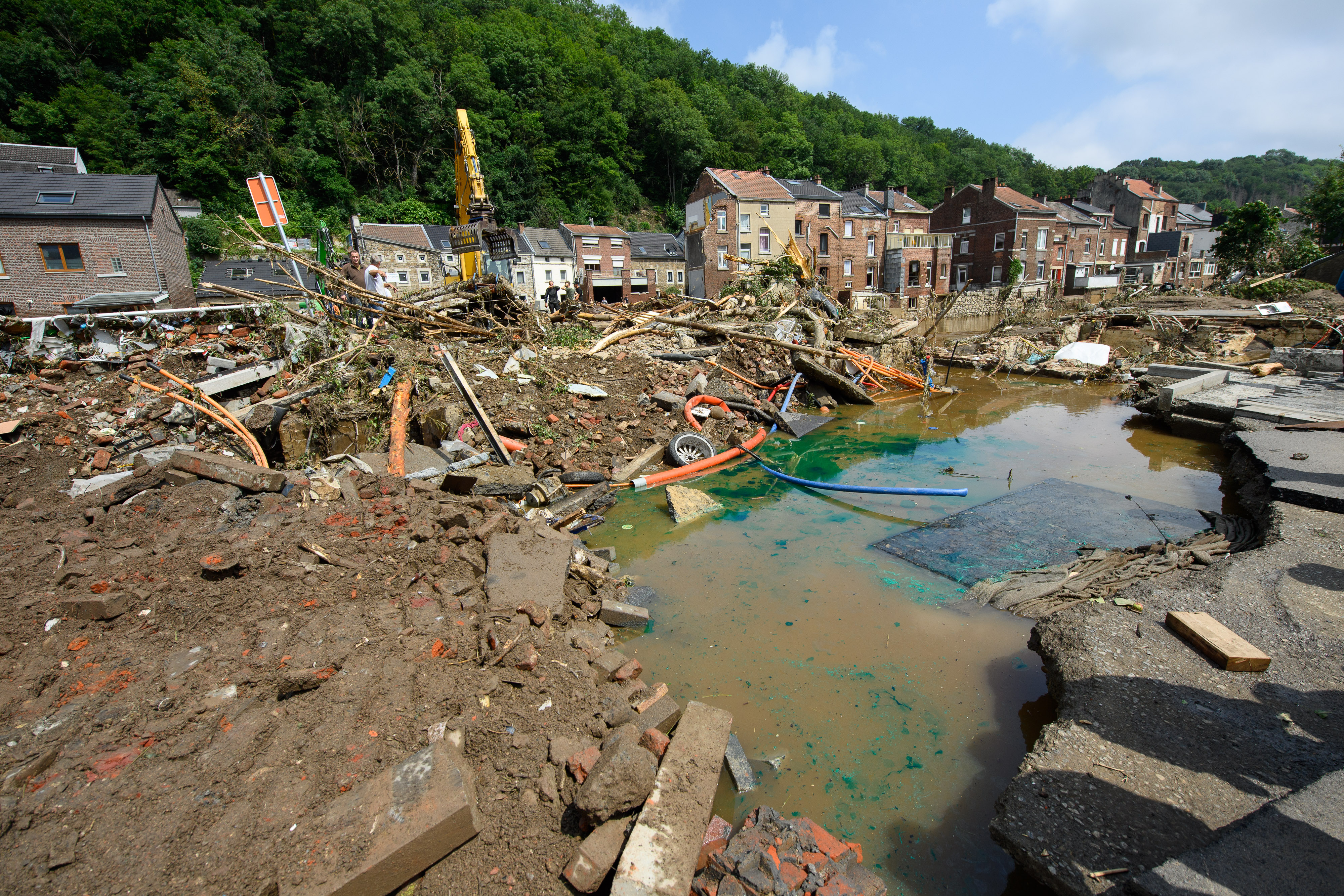
Dégâts des inondations à Pepinster.

Dans la province de Liège à Pepinster, une dizaine de maisons situées le long de la Vesdre se sont effondrées. Dans la province de Namur à Bouvignes, la tour Sainte-Barbe, datant du XIIIe siècle s'est effondrée.
Quelque 50 000 véhicules ont été endommagés ou mis hors d'usage. Certains, emportés par les eaux, ont dû être hélitreuillés pour être sortis du lit des rivières par les paracommandos à l'aide de deux hélicoptères NH-90. 

### Dommages aux infrastructures

#### Routières

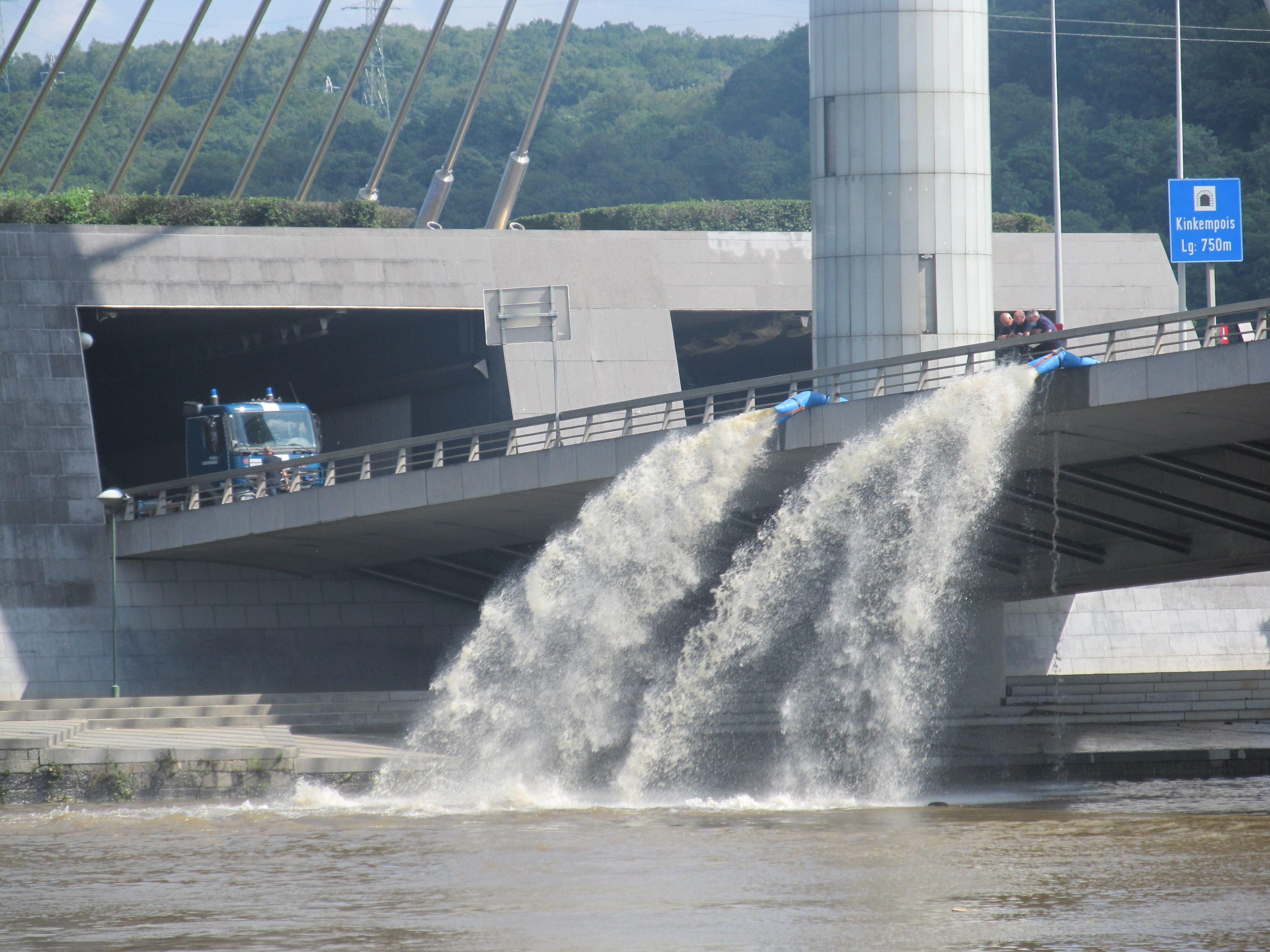
Plusieurs tunnels resteront longtemps impraticables, certains étant inondés et devant être pompés par la protection civile, comme ici le tunnel de Kinkempois sur la liaison E40-E25 à Liège.

De nombreuses infrastructures publiques ont particulièrement souffert des inondations. De nombreuses routes ont été inondées, la , , , ,  , , , N275, N629, N633, N641, N652, N672, N673, N690, , N911 N921, N928 la  , , , E 411, la , , ,  ont dû être fermées partiellement ou totalement.
Plusieurs tunnels à Liège et Bruxelles ont dû être fermés.

#### Ferroviaires
Selon le ministre de la mobilité Georges Gilkinet, l’entreprise Infrabel a décidé de mettre le réseau ferroviaire à l’arrêt dans tout le sud du pays. Seuls quelques trains ont pu immédiatement circuler et l'état des routes a reporté au lundi suivant la mise en place d'un service de bus de substitution.
- La section Angleur – Verviers – Welkenraedt de la ligne 37, ainsi que la ligne 44 (Pepinster – Spa) ont subi le plus de dégâts, Infrabel estime que les travaux de reconstruction[56] ont été entamés par étapes, la gare de Verviers redevenant rapidement accessible depuis Welkenraedt. La ligne 44, dont des ponts ont été emportés, est restée isolée jusqu'à la réouverture de la gare de Pepinster[57]. Dans l'intervalle, les trains Liège – Welkenraedt (et Ostende – Eupen etc.) ont été déviés par Visé et Montzen tandis que les omnibus Spa – Aix-la-Chapelle ne circulaient plus entre Spa et Welkenraedt. La dernière section endommagée de la ligne 37 a finalement rouvert le 13 septembre, la ligne 44 revenant en service en octobre[58].
- La ligne 162, de Namur à la frontière luxembourgeoise, est coupée en deux entre Rochefort-Jemelle et Libramont, la ligne d'Athus-Meuse est également impraticable entre Anseremme et Bertrix (ligne 166). Les trains ont repris leur rythme sur la section, complètement isolée pendant trois jours, de Namur à Jemelle et la remise en état doit prendre fin le 9 août. Au sud de la gare de Rochefort-Jemelle, un train de voyageurs vide a déraillé sur une section ravagée par les flots[59] ;
- La ligne 161, de Bruxelles à Namur, est endommagée à plusieurs endroits entre le sud d'Ottignies et Namur, tout comme la ligne 144, de Gembloux à Jemeppe-sur-Sambre ; la section Gembloux-Namur a pu à nouveau accueillir des trains à la fin du mois d'août mais un nouvel effondrement a coupé la ligne le 10 septembre.
- Les dégâts causés à la ligne 43, entre Angleur et Bomal, ainsi qu'à la ligne 42 de Liège à Gouvy n'ont été réparés qu'à partir du 9 août, tout comme la ligne 40 entre Visé et Maastricht, et la ligne 139 entre Ottignies, Wavre et Weert-Saint-Georges ;
- La ligne 132, de Charleroi à Couvin, complètement sous eau par endroits, est restée hors-service jusqu'au 26 juillet ;
- Les lignes 125 et 130, longeant respectivement la Meuse et la Sambre entre Liège, Namur et Charleroi, ont été submergées. La ligne 147, de Fleurus et Tamines, et la ligne 140, entre Fleurus et Ottignies, a également été endommagée. Sur ces quatre lignes, le trafic a pu reprendre normalement dès le 19 juillet[60].
- La section Dinant – Gendron-Celles de la ligne 166 (section nord de l'Athus-Meuse) a été endommagée ; les trains circulent à nouveau à partir du 16 août à l'aube[61].

Le 16 septembre 2021, les seuls tronçons encore impraticables pour cause d'inondations sont Pepinster – Spa (ligne 44) et Ottignes – Gembloux (ligne 161).

#### Transports en commun
Le TEC a publié un avis concertant les impacts sur la circulation des bus et des métros indiquant que certaines parties du réseau étaient impraticables. À Bruxelles, une portion de la rue Rogier comportant des rails de tram s'est effondrée à cause des précipitations.

#### Fluviales

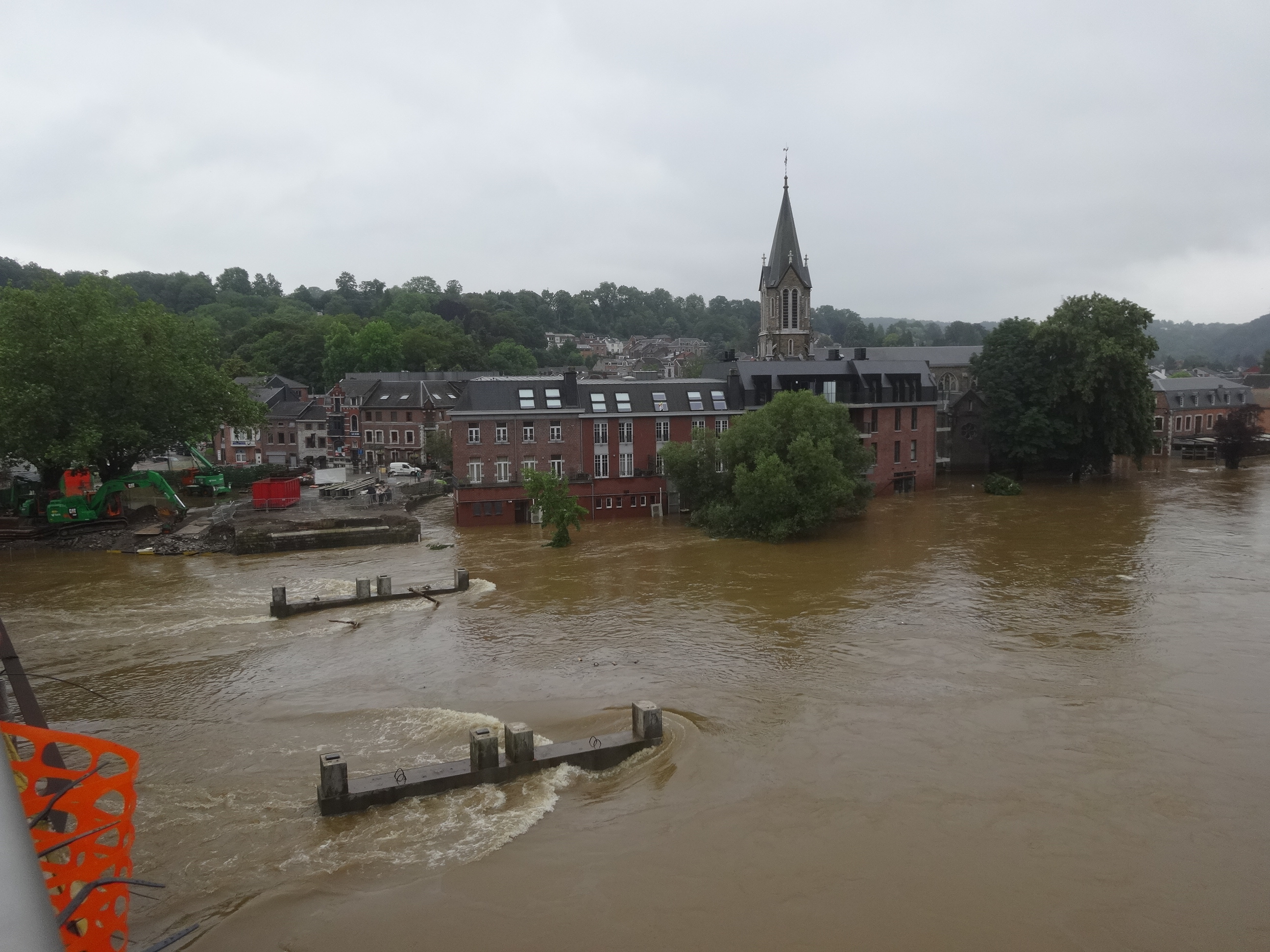
Tilff sous les eaux.

Outre l’obstruction par des arbres et débris de grande taille des fleuves et canaux, deux péniches amarrées au port des yachts à Liège ont chaviré à cause du fort courant et, rompant leur amarres, sombré au milieu de la Meuse. Les épaves pourraient entraver la navigation [réf. nécessaire].

#### Sanitaires
Dans plusieurs communes, le réseau de distribution d’eau a dû être mis à l’arrêt à la suite d'une coupure d’électricité. Cela a été notamment, le cas dans la commune de Sprimont, en province de Liège. Selon la société wallonne des eaux, « la solution reste sous contrôle ».
Cependant, elle devra attendre que le distributeur d’électricité ORES rétablisse l’électricité dans la région.
Outre le fait que l’eau ait été coupée dans de nombreuses communes, il y a aussi un problème de pollution des eaux. Celle-ci peut être polluée si le captage est situé près de la surface, là où les eaux qui dévalent les rues se trouvent. La société wallonne des eaux a expliqué : « Dès que nous constatons une pollution, nous coupons le captage, pour empêcher l’écoulement dans les réseaux de distribution ».
41 000 ménages se sont retrouvés sans électricité dans le sud du pays, cependant 40 armoires électriques ont pu être relancées, il reste encore 289 armoires hors tension.

#### Télécommunications
À la suite des intempéries survenues sur le territoire, de nombreuses perturbations sur les réseaux téléphoniques sont à déplorer. Selon Coralie Miserque, porte-parole de Telenet, 16 sites sont actuellement hors service dans la province de Liège. Les installations endommagées sont actuellement inaccessibles.
Pour Proximus, la situation est critique sur le réseau téléphonique et fixe dans les régions liégeoise, verviétoise ainsi qu’a Rochefort et à Eupen.
Pour BASE, leur site internet indiquait que le réseau était partiellement touché, notamment dans les régions liégeoise, verviétoise ainsi que dans les communes de Eupen, Raeren, Rochefort, et Marche-en-Famenne.

### Dommages aux services postaux
En raison des inondations, la distribution du courrier dans de nombreuses communes sinistrées on dû être arrêtée, a signalé l’entreprise Bpost.

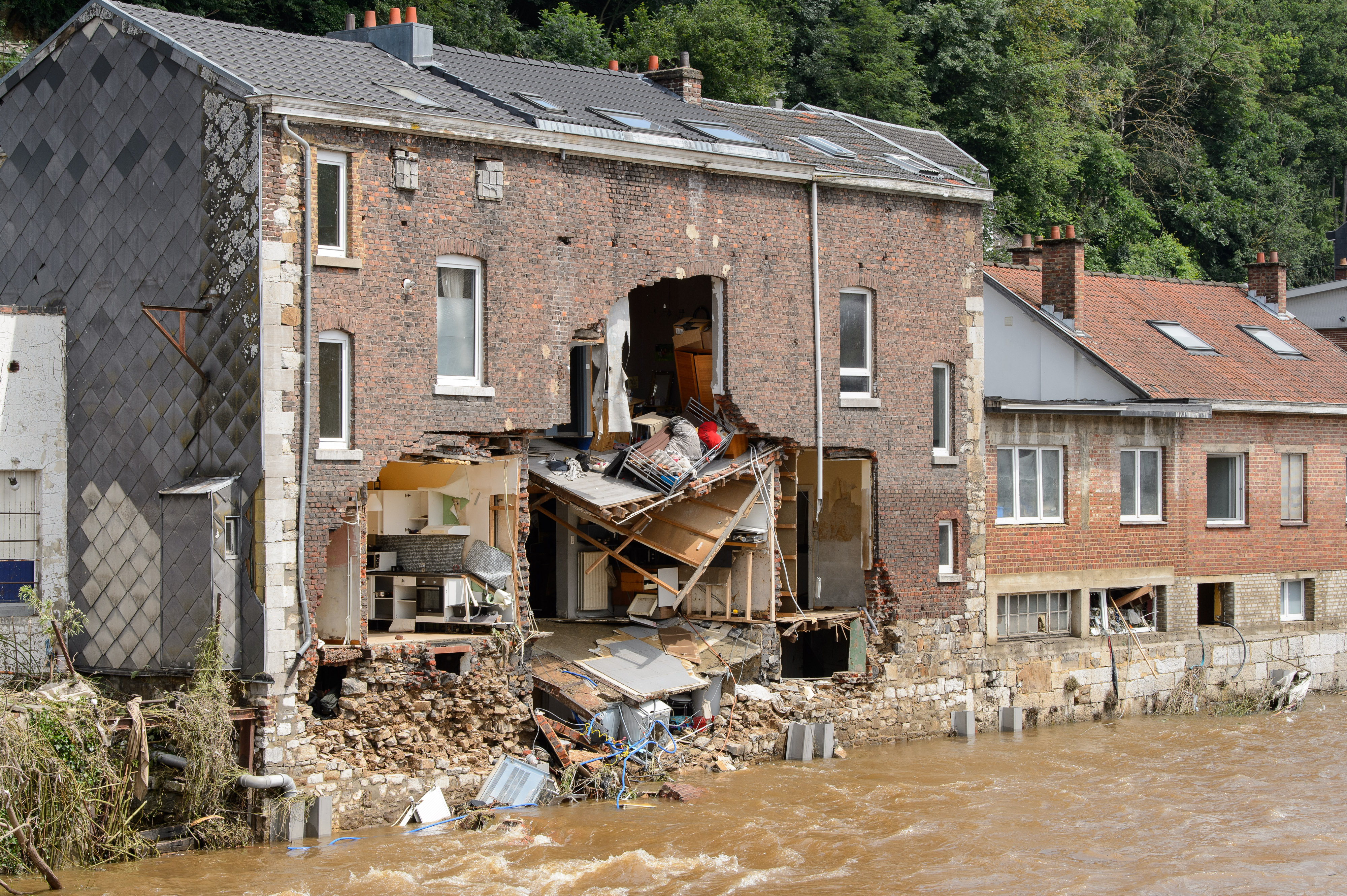
Certaines maisons se sont littéralement écroulées sous la force de l'eau, comme ici à Pepinster.

### Préjudice écologique

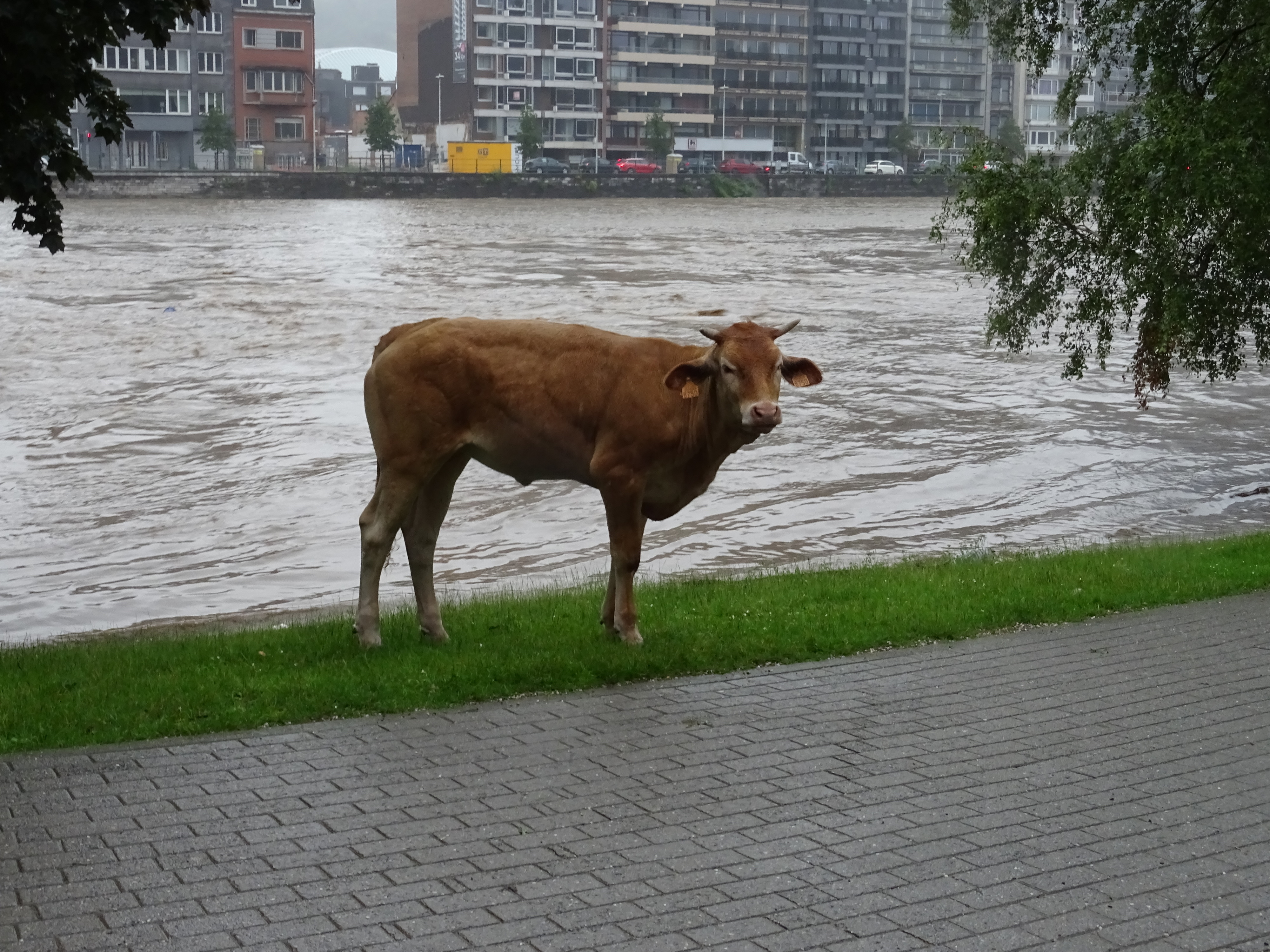
Un veau errant dans le parc de la Boverie à Liège.

Les rivières en crue ravageant les zones habitées ont emporté d'importantes quantités d'objets en plastique, de mazout de chauffage et de véhicules, contaminant les cours d'eau et les sols. La renouée du Japon, plante particulièrement invasive et étouffant la flore locale, a vu sa dispersion favorisée par les inondations.

## Solidarité et réactions officielles

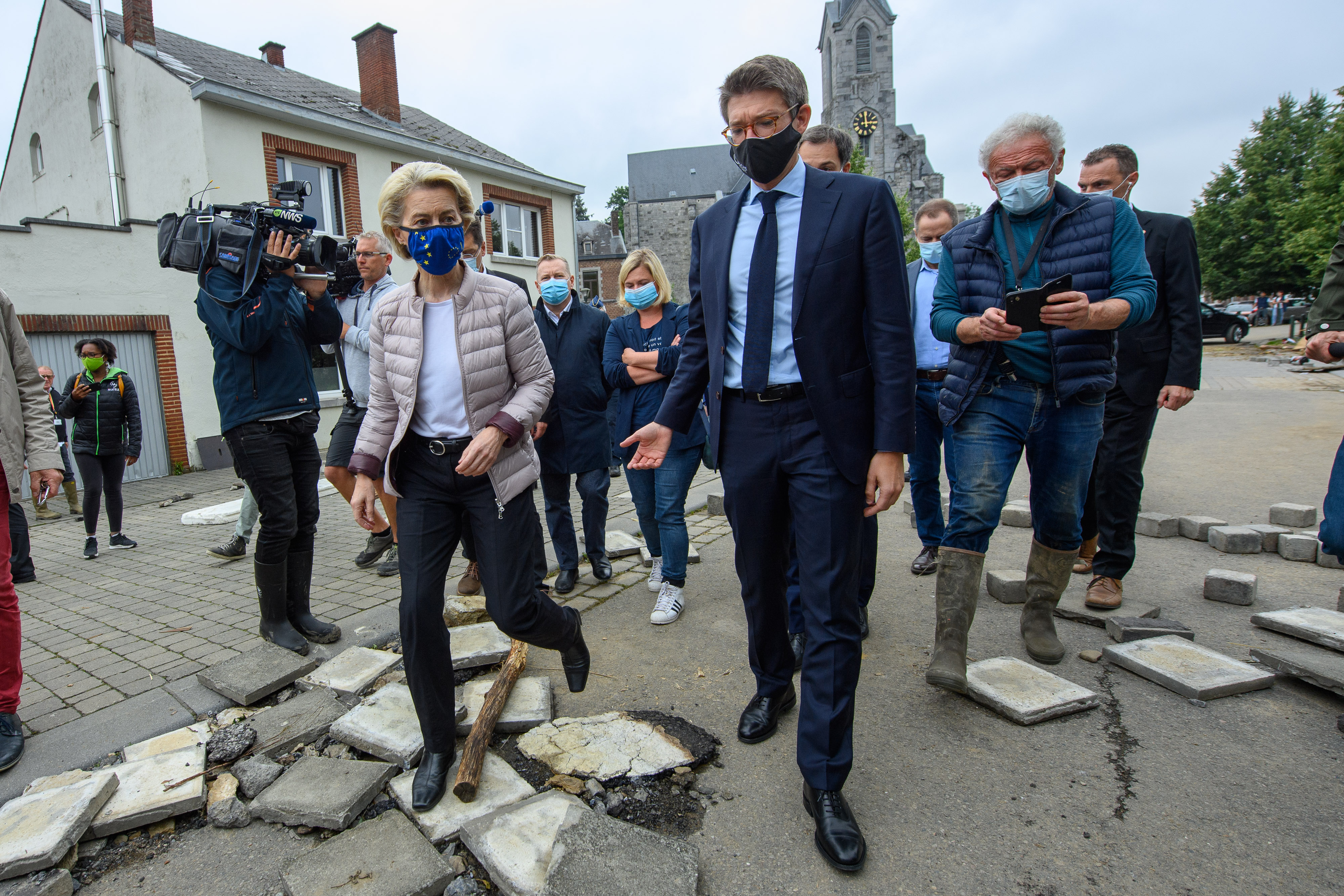
Visite d'Ursula von der Leyen, présidente de la Commission européenne à Jemelle (Rochefort). Ici avec Pierre-Yves Dermagne et François Bellot).

Dès le début des inondations, le ministre-président wallon Elio Di Rupo a demandé une réunion d’urgence afin que 2,5 millions € soient mis à disposition des trois gouverneurs des provinces de Liège, Namur et du Luxembourg notamment. Cet argent servira à aider les communes touchées pour financer les interventions urgentes. Le gouverneur desdites provinces devra fournir la liste des communes qui en ont besoin afin que l’argent soit versé le plus rapidement possible.
La ministre de l’Intérieur Annelies Verlinden a déclenché la phase fédérale d’urgence pour faire face aux inondations qui touchent la Belgique. Celle-ci dira, « C’est terrible », « Que doivent ressentir les personnes qui, de façon abrupte, perdent tout ? La situation est extrêmement sérieuse. Nos pensées vont aux victimes ».
Le Premier ministre Alexander de Croo a également tenu à exprimer son « soutien à toutes les personnes qui souffrent de cette catastrophe ».
De nombreux députés issus des régions touchées ont également donné leur soutien. « C’est terrible. C’est une catastrophe. Ce n’est pas normal » a déclaré Raoul Hedebouw du PTB. Mélissa Hanus du PS a déclaré: « Je salue le travail titanesque des services de secours ».
De nombreux anonymes ont décidé d’ouvrir leurs portes pour accueillir les sinistrés. De nombreux groupes et pages Facebook se sont créés. La commune de Neupré a notamment mis à disposition des sinistrés un local pour y déposer toutes sortes de dons.
De nombreux pays ont apporté leur soutien via le mécanisme européen de protection civile. De l'aide de la France, Autriche, Italie, Luxembourg a déjà été acceptée.
À la suite des inondations survenues sur le territoire, les opérateurs de télécommunications ont décidé de faire un geste commercial pour les sinistrés. Proximus offre 50 GB de data à ses clients sinistrés, Voo 25 GB, et Orange 5 GB.
Tous les opérateurs téléphoniques se sont réunis pour aider la Croix-Rouge de Belgique, en demandant à leurs abonnés de faire un don unique de 1 € qui sera reversé pour aider les sinistrés.
Le 20 juillet 2021, une journée de deuil national a été décrétée.
À la suite des inondations, le secteur de la grande distribution a décidé de venir en aide aux victimes des inondations. En effet, la chaine de magasins Lidl a décidé de verser 500 000 € à la Croix-Rouge de Belgique, au total 100 000 € de marchandises ont été données.  Les magasins Delhaize, ont décidé de verser 1 million € et ont aussi envoyé 10 000 colis alimentaires et 22 000 litres d'eau dans les zones sinistrés. La chaine Carrefour a elle organisé un arrondi solidaire, elle a invité les clients à arrondir le prix de leurs tickets, le montant total collecté étant reversé à la Croix-Rouge, elle a également offert 70 palettes de vivres. La chaine de magasins Aldi a versé 100 000 € à la Croix-Rouge. La maison mère d'Aldi Belgique va encore offrir 500 000 € d'aide aux victimes des inondations en Allemagne, Pays-Bas, et en Belgique. Le groupe Colruyt, deux camions remplis de boites de conserve et de produits d'hygiène ont été envoyés dans les régions touchées par les inondations.

## Relogement
À Stavelot, le CPAS commence à centraliser toutes les demandes des sinistrés afin de pouvoir les reloger le plus rapidement en fonction des besoins de chacun.
À Durbuy, le bourgmestre, Philippe Bontemps a mis à la disposition des sinistrés l’hôtel le Mont des Pins, à Bomal et a déclaré : «  L’intendance y est assurée par la ville de Durbuy. Les vacanciers, évacués des hôtels, qui n’ont pas pu rentrer chez eux, sont accueillis dans les locaux de l’école de la Communauté française à Bomal  ».

## Critiques

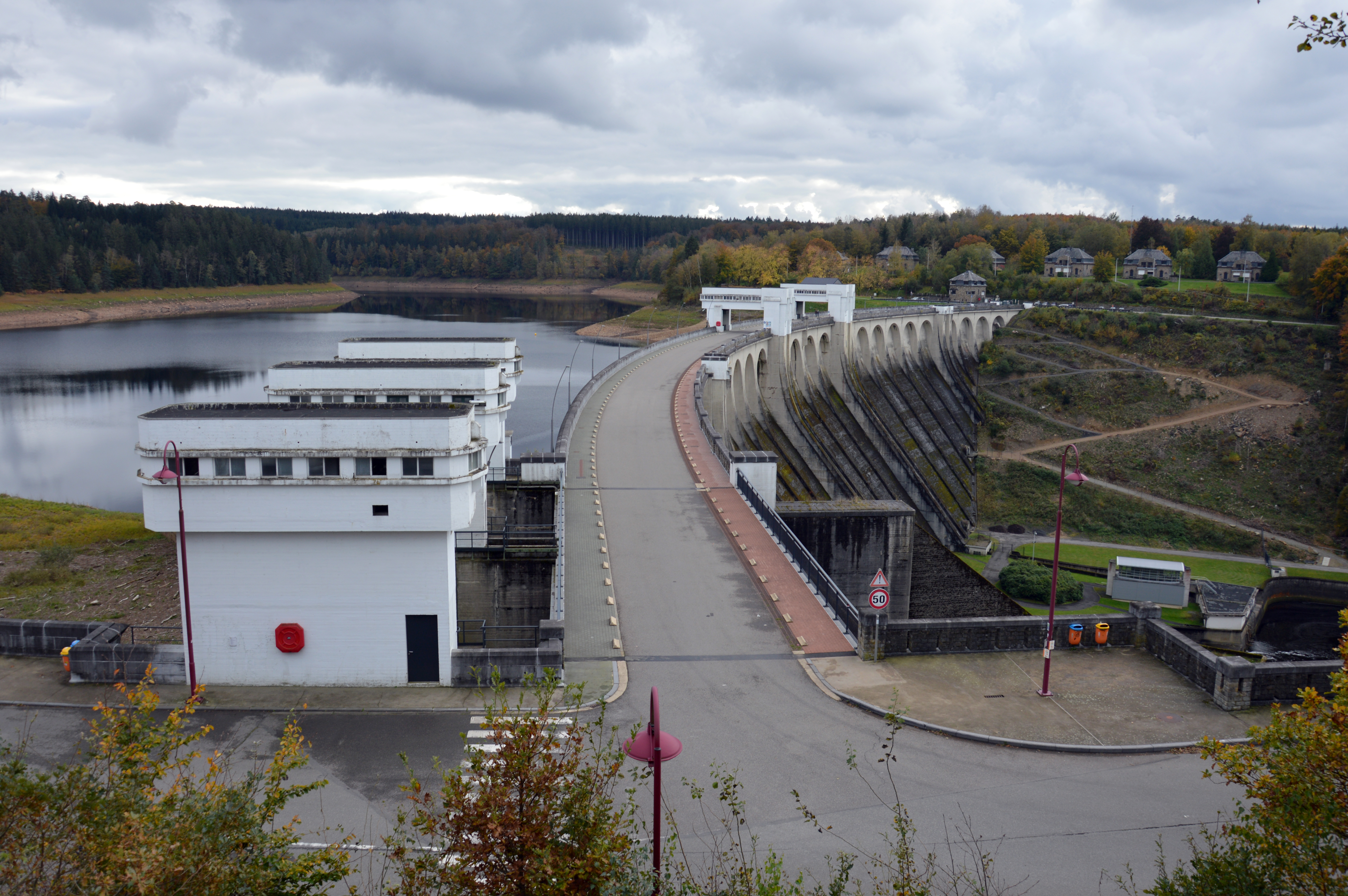
La gestion du barrage de la Vesdre, fut notamment remise en question.

### Gestion des barrages
D'après Damien Ernst, professeur à la faculté des sciences appliquées de l'université de Liège et d'après la bourgmestre de Verviers, Muriel Targnion, le barrage d'Eupen aurait dû être vidé de manière préventive et la population aurait dû être avertie. En effet, dès le 10 juillet, le système d'alerte européen pour les inondations (en) – EFAS notifie la Belgique de hauts risques d'inondations,,. Le mercredi 14 juillet à 14 h, les bourgmestres de Limbourg et de Chaudfontaine font évacuer les abords de la Vesdre. Le mercredi 14 juillet à 17 h, le barrage d'Eupen devient « transparent », ses vannes étant ouvertes de façon à laisser autant d'eau sortir qu'il n'en rentre, de façon à protéger le barrage,. Quelques heures plus tard, Eupen, Dolhain, Verviers, Pepinster (également inondée par la Hoëgne) et d'autres localités situées le long de la Vesdre (Nessonvaux, Fraipont, Trooz, Chaudfontaine, Vaux-sous-Chèvremont), et deux sections de Liège (Chênée et Angleur)) sont inondées le jeudi 15 juillet vers 3 ou 4 heures du matin.
D'après le ministre wallon Philippe Henry, le barrage d'Eupen a une capacité de 25 millions de m3 et était à moitié rempli. Il était plein mercredi après avoir accumulé 13,4 millions de m3 en 48 heures. Les prévisions de l'IRM annonçaient 150 mm d’eau par m2 (c.-à-d. 150 L/m2 ou 1.5 m3 pour 10 m2) sur toute la province de Liège et sur trois jours, ce que pouvait absorber le barrage. Si le barrage avait été vidé préventivement à raison de 40 m3 par seconde, et même 30 m3, la ville basse d’Eupen aurait été inondée, ce qui ne semblait pas nécessaire d'après les prévisions. Durant la nuit du mercredi 14 juillet à jeudi, le barrage relâche jusqu'à 150 m3 par seconde. À la suite des critiques, le ministre demande au SPW de publier dans les 24 heures les informations relatives aux données du système d'alerte Efas. Le ministre annonce également qu'il va commander une analyse indépendante sur la gestion des voies hydrauliques, dont les conclusions seront disponibles dès la fin de l'été. Un collectif de citoyens souhaite également demander une enquête judiciaire.
Une analyse indépendante de la société suisse Stucky, commandée par le ministre wallon Philippe Henry, conclut que le barrage d'Eupen a permis de « laminer » la pointe de la crue en stockant plus de 6 millions de m3 sur les 12,4 millions apportés par la crue. L'étude estime que la rapidité de la crue n'a pas permis des lâchers préventifs pour disposer d'une réserve supplémentaire et ajoute que « la note de manutention du barrage ne prévoit de toute façon pas la possibilité de créer cette réserve supplémentaire de manière anticipée ». Concernant les phénomènes de vague, le rapport estime que le lien avec le mode de gestion du barrage d'Eupen n'est pas démontré.

### Gestion et prévention des secours

#### Protection civile

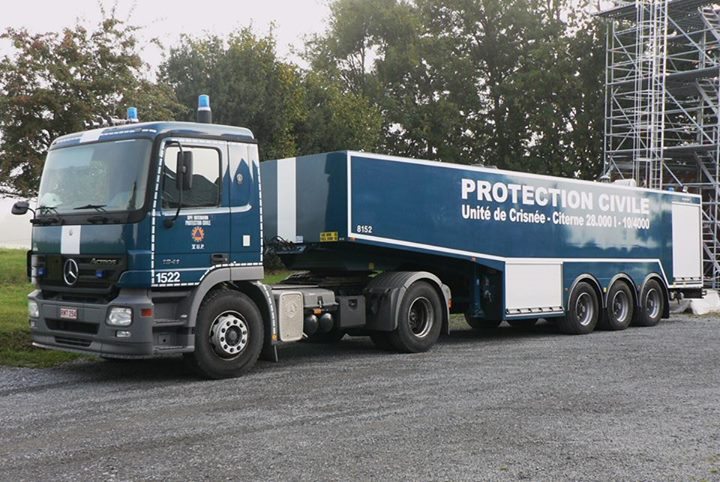
La réforme de la protection civile belge du 1 janvier 2019 fut très critiquée après les inondations.

En août 2021, le chef de groupe du PTB au parlement wallon, Germain Mugemangango déclare que « le MR et la N-VA ont une responsabilité certaine dans tout cela ». Selon lui, la réforme de la protection civile mise en place à l'initiative du ministre Jan Jambon le 1er janvier 2019, eut un impact important sur les conséquences de ces inondations, notamment par la suppression de 810 emplois et de 4 des 6 casernes du pays : Ghlin, Jabbeke, Liedekerke et Libramont. Ne laissant plus que deux casernes pour l'ensemble du territoire: Brasschaat et Crisnée.
Le Ministre-président du gouvernement wallon, Elio Di Rupo, qualifia lui-même cette réforme « d'erreur », dans des propos tenus à la presse le 17 juillet 2021.

#### Pompiers

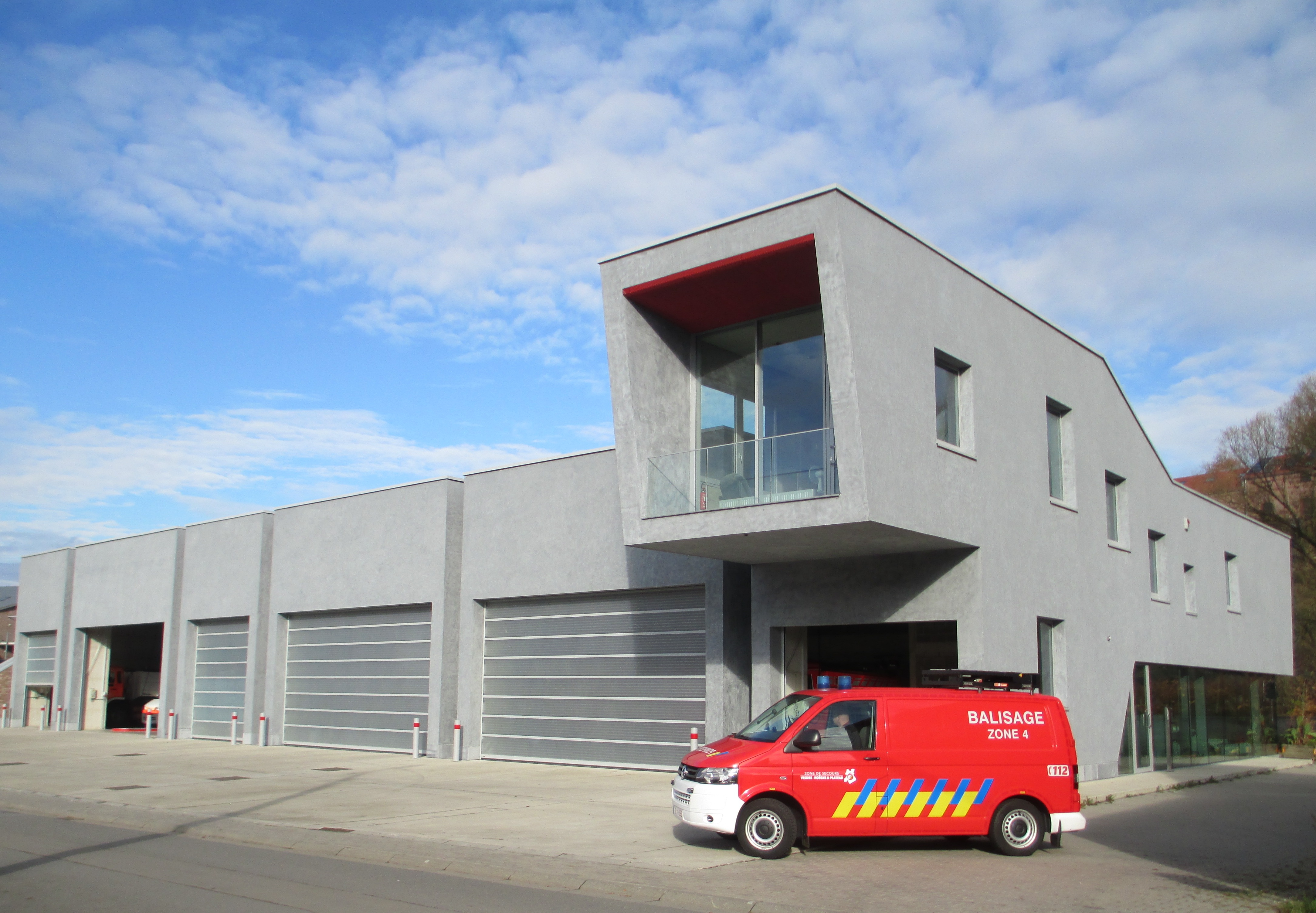
La caserne des pompiers de Theux (zone de secours Vesdre - Hoëgne & Plateau) a été complètement inondée par la Hoëgne.

Les moyens des pompiers ont également été remis en question, notamment leurs moyens aquatiques, parfois inadaptés ou en trop petit nombre. Depuis la réforme de la protection civile et celle de la sécurité civile de 2014, c'est effet aux zones de secours qu'incombent certaines missions spéciales de sauvetage autrefois assurées par les unités fédérales.
Parmi les nombreux dégâts, trois des neufs casernes de la zone de secours Vesdre - Hoëgne & Plateau furent sévèrement inondées, en particulier celles de Limbourg et de Theux. Beaucoup de camions et de matériel furent inutilisables voire détruits.

### Gestion politique
En septembre 2021, un rapport de l'EFAS critique la gestion des inondations par le Service public de Wallonie.

## Caractéristiques de l'événement météorologique

### Précipitation
Selon le site de « meteobelgique.be », l’épisode pluvieux que le territoire vient de vivre est l’un des plus graves du dernier siècle. En effet, le 14 juillet 2021 les précipitations étaient de 160 mm, et de 120 mm le 15 juillet 2021. Cependant, si on réunit les totaux sur les 48 h nous avons, 271,5 mm à Jalhay ; 217,1 mm à Spa ; 192,4 mm à Mont-Rigi et 189 mm à Neu-Hattlich.
Pour comparaison les précipitations de 1996 sur 48 h étaient de 183,4 mm à Hombourg ; 150,3 mm à Merendree ; 144,5 mm à Wingene et 136,8 mm à Overijse.
Pour Robert Vilmos[Qui ?], l’épisode pluvieux de juillet 2021 est supérieur à celui d’août 1996 en intensité, mais pas en superficie. Toujours pour Robert Vilmos, les inondations que le territoire vient de vivre sont liées en partie au réchauffement climatique, il n’est pas normal qu’en plein mois de juillet avec 16 et 17 °C on arrive à ce genre de situation météorologique.

### Circulation atmosphérique
D'après le climatologue Sébastien Doutreloup, depuis environ 2015, la circulation atmosphérique en Belgique vient principalement du sud ou du nord durant l'été alors qu'elle était plutôt originaire de l'Atlantique dans le passé. Cela expliquerait pourquoi les canicules ou — comme dans ce cas-ci — les orages durent plus longtemps.

### Influence du réchauffement climatique
En août 2021, une étude scientifique dont le but est d'analyser les liens entre des évènements météorologiques violents et le réchauffement climatique est publiée par 39 chercheurs dont plusieurs experts de l'institut royal météorologique de Belgique.
En accord avec le sixième rapport d'évaluation du GIEC, « le changement climatique rend ce type d’événement plus  probable en Europe occidentale ».
Selon cette étude il n'y aurait donc pas de doute, « Le changement climatique a accru la probabilité mais également l’intensité » de l'évènement météorologique et cette tendance risque de se poursuivre avec l'augmentation de la température mondiale.
D'après le modèle climatique — qui avait prévu les inondations plusieurs jours à l’avance — d’un climatologue de l’université de Liège, ces inondations risquent de se réitérer dans un délai de 10 à 20 ans.